# قائمة مدن نيوزيلندا
اتخذت كلمة مدينة معنيين في نيوزيلندا بعد إصلاحات الحكومة المحلية لعام 1989 . قبل الإصلاحات، كان من الممكن إعلان منطقة عمرانية كمدينة بلغ عدد سكانها 20000 نسمة أو أكثر.  تميل حدود المجالس إلى اتباع حدود الكتلة العمرانية ، لذلك كان هناك اختلاف بسيط بين المنطقة الحضرية ومنطقة الحكومة المحلية. في عام 1989، أعيد تنظيم هيكل الحكومة المحلية في نيوزيلندا بشكل كبير. كانت جميع مجالس المقاطعات ومجالس المدن الجديدة تقريباً أكبر بكثير في مساحة الأرض، وكانت تغطي كل من الأراضي الحضرية والأراضي الريفية المحيطة بها. العديد من المواقع التي كان بها "مجلس مدينة" يحكمها الآن "مجلس مقاطعة". ومنذ عام 2002، يجب أن تضم المنطقة الحضرية أو العمرانية ما لا يقل عن 50000 نسمة ليتم إعلانها كمدينة. 
تُستخدم كلمة مدينة بالمعنى العام لتحديد المناطق الحضرية في نيوزيلندا، بغض النظر عن حدود الكتلة العمرانية. هذا الاستخدام غير الرسمي قد يصاحبه بعض الحساسيات لدى السكان. فعلى سبيل المثال، وصفت الحكومة المحلية لمدينة جيسبورن نفسها بإصرار بأنها أول "مدينة" في العالم تشهد الألفية الجديدة. ومع ذلك ، فإن جيسبورن يحكمها "مجلس مقاطعة" ، على الرغم من أن وضعها كمدينة ليس محل نزاع بشكل عام في نيوزيلندا. وبالمثل ، لا يوجد "مجلس مدينة" في أوكلاند، على الرغم من أن وضعها كمدينة ليس محل نزاع بشكل عام بسبب حجمها.
المدرجة أدناه هي المناطق الحضرية الكبيرة المشار إليها بالعامية باسم "المدن".

## المناطق الحضرية حسب السكان

### المناطق الحضرية على أساس معيار 2018
تقوم هيئة الإحصاء النيوزيلندية بوضع معايير للمناطق الجغرافية الإحصائية التي تشكل الأساس لتحديد أعداد السكان. أعلنت هيئة الإحصاء النيوزيلندية في عام 2017 أن المعيار الإحصائي للمناطق الجغرافية 2018 (SSGA18) سيحل محل تصنيف المناطق القياسي النيوزيلندي 1992 (NZSAC92). أثر التغيير على ويلينغتون العاصمة بتقسيمها إلى أربع مناطق حضرية، كونها مدينة ويلينجتون ومدينة هوت السفلى "مناطق حضرية رئيسية" وبوريرو وأبر هت "مناطق حضرية كبيرة". ويلينغتون كما حددتها هيئة الإحصاء النيوزيلندية انخفضت كتلتها العمرانية إلى النصف تقريباً، ودخلت لوار هت تصنيفات المدينة في المركز السادس بين تاورانجا ودونيدين. 
يحتوي الجدول أدناه على جميع "المناطق الحضرية الرئيسية" (100000 نسمة أو أكثر من السكان) وجميع "المناطق الحضرية الكبيرة" (من 30000 إلى 99999 نسمة). المنطقة الحضرية التي ستنتقل بعد ذلك من فئة "منطقة حضرية متوسطة" إلى فئة "منطقة حضرية كبيرة" هي منطقة باراباراومو.30,400).
| رتبة | منطقة حضرية    | سكان      | منطقة (كيلومتر مربع) | الكثافة السكانية (لكل كيلومتر مربع) | صورة |
| ---- | -------------- | --------- | -------------------- | ----------------------------------- | --- |
| 1    | أوكلاند        | 1٬440٬300 | 607٫10               | 2٬372٫8                             | Auckland, the largest city in New Zealand |
| 2    | كرايستشيرش     | 377٬900   | 295٫15               | 1٬280٫4                             | Christchurch, the second largest city |
| 3    | ويلينجتون      | 212٬000   | 112٫29               | 1٬888٫0                             | Wellington, the capital and third largest city |
| 4    | هاملتون        | 179٬900   | 110٫37               | 1٬630٫0                             | Hamilton |
| 5    | تاورانجا       | 158٬300   | 135٫12               | 1٬171٫6                             | Tauranga |
| 6    | لوير هت        | 111٬500   | 78٫52                | 1٬420٫0                             | Lower Hutt |
| 7    | دنيدن          | 102٬400   | 91٫58                | 1٬118٫1                             | Dunedin |
| 8    | بالمرستون نورث | 81٬200    | 76٫92                | 1٬055٫6                             | Palmerston North |
| 9    | نابير          | 66٬800    | 104٫90               | 636٫8                               | Napier |
| 10   | بوريرو         | 60٬200    | 60٫96                | 987٫5                               | Porirua |
| 11   | ساحل الكركديه  | 60٬000    | 42٫90                | 1٬398٫6                             | Gulf Harbour on the Hibiscus Coast |
| 12   | نيو بليموث     | 58٬500    | 75٫49                | 774٫9                               | New Plymouth |
| 13   | روتوروا        | 57٬900    | 48٫12                | 1٬203٫2                             | Rotorua |
| 14   | وانغاري        | 54٬900    | 57٫06                | 962٫1                               | Looking westward towards central Whangārei from the Mount Parihaka lookout, with Te Matau A Pohe bridge and the suburb of Port Whangārei to the far left, the Discovery Settlers Hotel in the suburb of Regent to the far right, as well as Maungatapere and Te Tangihua in the background. |
| 15   | نيلسون         | 50٬800    | 54٫33                | 935٫0                               | Nelson |
| 16   | هاستنجز        | 50٬400    | 24٫42                | 2٬063٫9                             | Hastings |
| 17   | إنفركارجيل     | 49٬800    | 60٫70                | 820٫4                               | Invercargill |
| 18   | أبر هت         | 44٬800    | 540٫1                | 875٫5                               | Upper Hutt |
| 19   | وانجانوي       | 42٬600    | 40٫35                | 1٬055٫8                             | Whanganui |
| 20   | جيسبورن        | 37٬700    | 36٫17                | 1٬042٫3                             | Gisborne |

### المناطق الحضرية الوظيفية (المناطق الحضرية)
المناطق الحضرية الوظيفية (FUAs) هي مناطق جغرافية تمثل المدى الوظيفي للمناطق الحضرية الرئيسية والكبيرة والمتوسطة، بناءً على أنماط التنقل. تتوافق المناطق الحضرية الوظيفية مع المناطق الحضرية في نيوزيلندا.
سكان المناطق كما في تعداد 2018. 
| رتبة | منطقة حضرية    | سكان      | منطقة (كيلومتر مربع) | تشمل المناطق الحضرية التالية |
| ---- | -------------- | --------- | -------------------- | --- |
| 1    | أوكلاند        | 1،574،619 | 3،358.8              | أوكلاند ، ساحل الكركديه ، Pukekohe ، Beachlands-Pine Harbour ، Clarks Beach ، Helensville ، Kumeu-Huapai ، Maraetai ، Muriwai ، Parakai ، Patumāhoe ، Pōkeno ، Riverhead ، Tuakau ، Waimauku ، Waiuku |
| 2    | كرايستشيرش     | 470814    | 2،408.1              | كرايستشيرش ، كايابوي ، رانجورا ، روليستون ، دايموند هاربور ، ليستون ، لينكولن ، ليتيلتون ، بيجاسوس ، بريبلتون ، ويست ميلتون ، وودند                                                                   |
| 3    | ويلينجتون      | 414،033   | 1،754.9              | ويلينجتون ، لوير هت ، بوريرو ، أبر هت ، فيذرستون ، جرايتاون |
| 4    | هاملتون        | 198957    | 1،412.7              | هاميلتون ، نجارواويه |
| 5    | تاورانجا       | 156.096   | 790.2                | تورانجا ، موكوروا |
| 6    | دنيدن          | 125.007   | 1،033.8              | دنيدن ، موسجيل ، برايتون ، وايكويتي |
| 7    | بالمرستون نورث | 92.004    | 978.2                | بالمرستون نورث ، أشهورست |
| 8    | وانجاري        | 84117     | 1،433.7              | وانجاري ، هيكورانجي ، نغونجورو ، ون تري بوينت ، رواكاكا |
| 9    | نيلسون         | 79998     | 1،177.2              | نيلسون ، ريتشموند ، برايت ووتر ، هوب ، مابوا ، ويكفيلد |
| 10   | نيو بليموث     | 79.074    | 920.9                | نيو بليموث ، إنجلوود ، ساكورا ، ويتارا |
| 11   | هاستنجز        | 75255     | 1،160.4              | هاستينغز ، هافلوك نورث ، كلايف |
| 12   | روتوروا        | 67179     | 649.1                | روتوروا ، نجونجوتا |
| 13   | نابير          | 64767     | 260.0                | نابير |
| 14   | إنفركارجيل     | 54.084    | 428.5                | إنفركارجيل |
| 15   | ساحل كابيتي    | 46683     | 317.4                | Paraparaumu ، Waikanae ، Paekākāriki |
| 16   | وانجانوي       | 44403     | 598.1                | وانجانوي |
| 17   | جيسبورن        | 39،447    | 612.8                | جيسبورن |

## مجالس المدن

### سكان مجالس المدن الحالية (وأوكلاند)
السكان المعطاة هم الأحدث (يونيو 2018)  إحصائيات نيوزيلندا تقدر عدد السكان المقيمين.
| رتبة | مجلس المدينة   | سكان      | أعلن أولا |
| ---- | -------------- | --------- | --------- |
| 1    | أوكلاند        | 1٬695٬900 | 1871      |
| 2    | كرايستشيرش     | 388٬400   | 1868      |
| 3    | ويلينجتون      | 216٬300   | 1870      |
| 4    | هاملتون        | 169٬300   | 1936      |
| 5    | تاورانجا       | 135٬000   | 1963      |
| 6    | دنيدن          | 130٬700   | 1865      |
| 7    | لوير هت        | 105٬900   | 1941      |
| 8    | بالمرستون نورث | 88٬700    | 1930      |
| 9    | نابير          | 62٬800    | 1950      |
| 10   | بوريرو         | 56٬800    | 1965      |
| 11   | إنفركارجيل     | 55٬200    | 1930      |
| 12   | نيلسون         | 51٬900    | 1874      |
| 13   | أبر هت         | 43٬700    | 1966      |

أعيد تنظيم العديد من المدن إلى مناطق من قبل لجنة الحكومة المحلية في عام 1989 بموجب قانون الحكومة المحلية لعام 1974، على سبيل المثال تيمارو. المناطق الحضرية الأخرى التي لم تعد مدناً، مثل روتوروا وهانجاري، والتي بهم عدد سكان أعلى من بعض المدن الحالية. أحدث مدينة تم الإعلان عنها هي تاورانجا، والتي أصبحت مدينة للمرة الثانية اعتباراً من 1 مارس 2004. كما تم إعلان مدينة كرايستشيرش (1862 و 1868) وإنفركارجيل (1930 و1991) أكثر من مرة.
بموجب المادة 27 من قانون الحكومة المحلية لعام 2002، قد تصبح المنطقة مدينة إما عن طريق "مخطط إعادة التنظيم" مع لجنة الحكومة المحلية، أو بموجب المادة 27 (1) ، يجوز لها التقدم بطلب لتغيير الوضع بموجب الجدول 3 ، مادة 7. يجب أن يكون للمدينة الجديدة "عدد سكان لا يقل عن 50000 شخص" ، وأن تكون "حضرية في الغالب" و"كياناً متميزاً ومركزاً رئيسياً للنشاط داخل المنطقة" (أو المناطق) التي تشملها. المدن الحالية مُحددة بموجب جدول 2، الجزء 2 من القانون. مجلس المدينة الجديد الوحيد حتى الآن تحت هذا القسم هو مجلس مدينة تاورانجا، اعتباراً من 1 مارس 2004.
في السابق، بموجب المادة 37 ل من قانون الحكومة المحلية لعام 1974، كان من الممكن تشكيل مدن جديدة فقط كجزء من "خطة إعادة التنظيم". كانت مدينة إنفركارجيل آخر مدينة تم تشكيلها بموجب تلك المادة، والتي أعيد تنظيمها لتصبح مدينة في عام 1991.
في عام 1991، أصبح مجلس مدينة هوت السفلى هو مجلس مدينة هوت بموجب قانون خاص صادر عن البرلمان  لم يغير اسم  مدينة لوير هت؛ لا يزال شعار النبالة للمدينة يشير إلى "مدينة لور هت".

### المدن خلال نظام المقاطعات (منذ 1852 حتى 1876)
خلال نظام المقاطعات في نيوزيلندا، منذ عام 1852 حتى إلغائها عام 1876، لم يكن هناك نظاماً موحداً للسُلطات المحلية في نيوزيلندا. وبالتالي هناك بعض الجدل حول أي من المدن التالية كانت الأولى.
- نيلسون (1858، عن طريق خطابات براءة).
- كرايستشيرش (نوفمبر 1862، ألغىت في يونيو 1868 بمرسوم إقليمي، واستعادت وجودها في أكتوبر 1868 بموجب قانون صادر عن البرلمان).
- أوتاجو (لاحقاً دنيدن) (يوليو 1865).

تضمن قانون الهيئات البلدية لعام 1876 الجدول الزمني الأول للمدن، مع تواريخ تشكيلها. كانت دنيدن أول مدينة في نيوزيلندا يتم وصفها في قانون برلماني باسم "مدينة ..."، وهومصطلح يُطلق الآن تلقائيًا بموجب قانون الحكومة المحلية لعام 2002.
- دنيدن (4 يوليو 1865)
- كرايستشيرش (28 مايو 1868)
- ولينغتون (16 سبتمبر 1870)
- أوكلاند (24 أبريل 1871)
- نيلسون (30 مارس 1874)

### المدن (منذ 1877 إلى 1989)
قامت لجنة الحكومة المحلية بإعادة تنظيم الحكومة المحلية حتى أكتوبر 1989. نتيجة لذلك؛ أعيد تنظيم بعض المدن إلى مدن أكبر أخرى أو تم تغييرها إلى مناطق، وما زالت بعض هذه المناطق تعتبر مدناًً من قبل العديد من النيوزيلنديين. هذه قائمة في حوالي عام 1986.
- الجزيرة الشمالية
  - وانجاري (1964)
  - أوكلاند
    - أوكلاند (1871)
    - خليج الساحل الشرقي
    - تاكابونا
    - بيركينهيد
    - ويتيماتا (1974)
    - جبل ألبرت
    - بابواتو
    - مانوكاو (1965)
    - باباكورا
    - تاماكي

  - هاميلتون (1936)
  - نيو بليموث (1949)
  - تورانجا (1963) (فقدت وضع المدينة عام 1989، واستعادتها عام 2004)
    - بيت لحم
    - جبل ماونجانوي
    - باباموا
    - خليج ويلكم

  - روتوروا (1962، اندمجت في منطقة روتوروا سنة 1979)
  - جيسبورن (1955)
  - نابير (1950)
  - هاستينغز (1956)
  - وانجانوي (1924) (اندمجت مع المقاطعات المحيطة لتصبح مقاطعة وانجانوي، 1989)
  - بالمرستون نورث (1930)
  - ويلينجتون
    - ولنجتون (1870)
    - أبر هت (1966)
    - لوير هت (1941)
    - بوريرو (1965)
- الجزيرة الجنوبية
  - نيلسون (1874)
  - كرايستشيرش (1868)
  - تيمارو (1948)
  - دنيدن (1865)
  - إنفركارجيل (1930)

## ملحوظات
1. ↑  "Local Government Act 2002, Schedule 3 part 16, Cities". New Zealand Legislation. New Zealand Government. مؤرشف من الأصل في 2023-04-22. اطلع عليه بتاريخ 2021-07-23.
2. ↑  Mitchell، Charlie (15 يناير 2020). "Christchurch is New Zealand's second city, deal with it". Stuff. مؤرشف من الأصل في 2023-04-22. اطلع عليه بتاريخ 2020-01-20.
3. ↑  Statistical Standard for Geographic Areas 2018 (PDF). Wellington: هيئة إحصاء نيوزيلندا. 2017. ص. 15. ISBN:978-1-98-852841-0. مؤرشف من الأصل (PDF) في 2023-03-26. اطلع عليه بتاريخ 2021-07-23.
4. ↑  "Urban Rural 2018 (generalised) - GIS | New Zealand | GIS Map Data Datafinder Geospatial Statistics | Stats NZ Geographic Data Service". datafinder.stats.govt.nz. مؤرشف من الأصل في 2023-04-22. اطلع عليه بتاريخ 2020-08-11.
5. ↑  "Functional urban areas – methodology and classification | Stats NZ". www.stats.govt.nz. مؤرشف من الأصل في 2023-04-22. اطلع عليه بتاريخ 2022-11-18.
6. ↑  "Functional urban areas – methodology and classification | Stats NZ". www.stats.govt.nz. مؤرشف من الأصل في 2023-04-22. اطلع عليه بتاريخ 2022-11-18."Functional urban areas – methodology and classification | Stats NZ". www.stats.govt.nz. Retrieved 18 November 2022.
7. ↑  "Subnational Population Estimates: At 30 June 2018 (provisional)". Statistics New Zealand. 23 أكتوبر 2018. اطلع عليه بتاريخ 2018-10-23. For urban areas, "Subnational population estimates (UA, AU), by age and sex, at 30 June 1996, 2001, 2006-18 (2017 boundaries)". Statistics New Zealand. 23 أكتوبر 2018. اطلع عليه بتاريخ 2018-10-23.

## وصلات خارجية
- إحصائيات نيوزيلندا تقديرات السكان دون الوطنية
- تغيير وضع تاورانجا ، 2003 - تفاصيل محددة
  - أمر الحكومة المحلية (مجلس مدينة تاورانجا) لعام 2003 (أمر مجلس الحاكم العام ، 2 أكتوبر / تشرين الأول 2003)
  - بيان صحفي للجنة الحكومة المحلية[وصلة مكسورة]  (PDF)
  - النص الكامل لقرار لجنة الحكومة المحلية (PDF)
  - عودة وضع مدينة تاورانجا ( The New Zealand Herald ، 12 آب / أغسطس 2003)
- موقع الحكومة المحلية على الإنترنت المحدود نسخة محفوظة 25 February 2021 على موقع واي باك مشين.   - تأكيد أسماء المجلس بعد عام 1989